# Kostel Nanebevzetí Panny Marie (Kroměříž)
Římskokatolický farní kostel Nanebevzetí Panny Marie je kostel stojící v historickém jádru Kroměříže na Riegrově náměstí. V Ústředním seznamu kulturních památek České republiky je kostel veden pod číslem 33844 / 7-6009.

## Historie
Kostel nechal postavit v roce 1247 biskup Bruno ze Schauenburku. Snad roku 1539 bylo založeno literátské bratrstvo Nanebevzetí Panny Marie a sv. Michaela Archanděla, které fungovalo v kostele Nanebevzetí Panny Marie a v tehdy nedaleko stojícím kostelíku sv. Michala, zbořeném roku 1789. Když během třicetileté války vpadla do Kroměříže 26. června 1643 švédská vojska pod velením generála Lennarta Torstensona a s pomocí odbojných Valachů vyplenila město, vyrabovali a zcela vypálili i původní kostel. Z kostela zůstalo jen jádro věže a holé zdi. Dobytí Kroměříže během třicetileté války barvitě líčí i Kroměřížská selicha dochovaná v rukopise z roku 1702.
Obnovy se kostel dočkal až za biskupa Wolfganga Hanibala von Schrattenbacha roku 1724.
Matka boží nad svatostánkem je dílem akademického malíře a grafika Josefa Führicha (1800 – 1876).

## Novodobá historie
V rámci regulace řeky Moravy byly v letech 1907-1909 od mostu přemístěny sochy sv. Václava od sochaře Jana Antonína Becka (1864-1937), sv. Cyrila, sv. Metoděje od sochaře Antonína Tomáše Becka (1835-1908) a sv. Vendelína k severní části balustrády kostela. Samotná balustráda původně zdobila arcibiskupské stáje u Mlýnské brány, zrušené při stavbě novější části arcibiskupského gymnázia a kněžského semináře na počátku 20. století.
V roce 1971 se socha sv. Vendelína od sochaře Františka Prchala (otce Jana Václava Prchala) po pádu rozbila a byla nahrazena sochou sv. Anny z roku 1919 od kroměřížského sochaře Jana Neumanna přivezenou v roce 1966 ze Staré Vody.

### Sochy na balustrádě

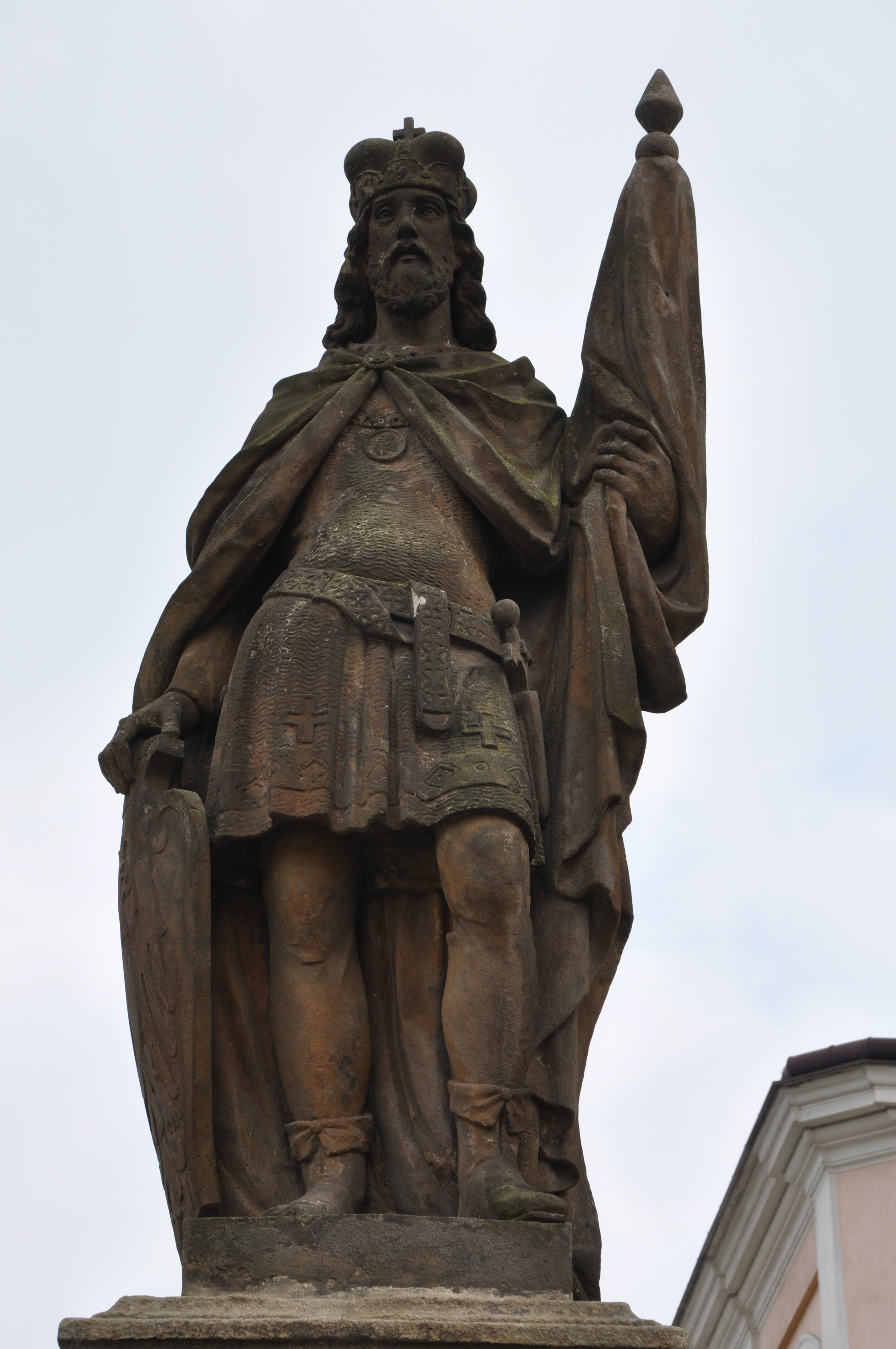
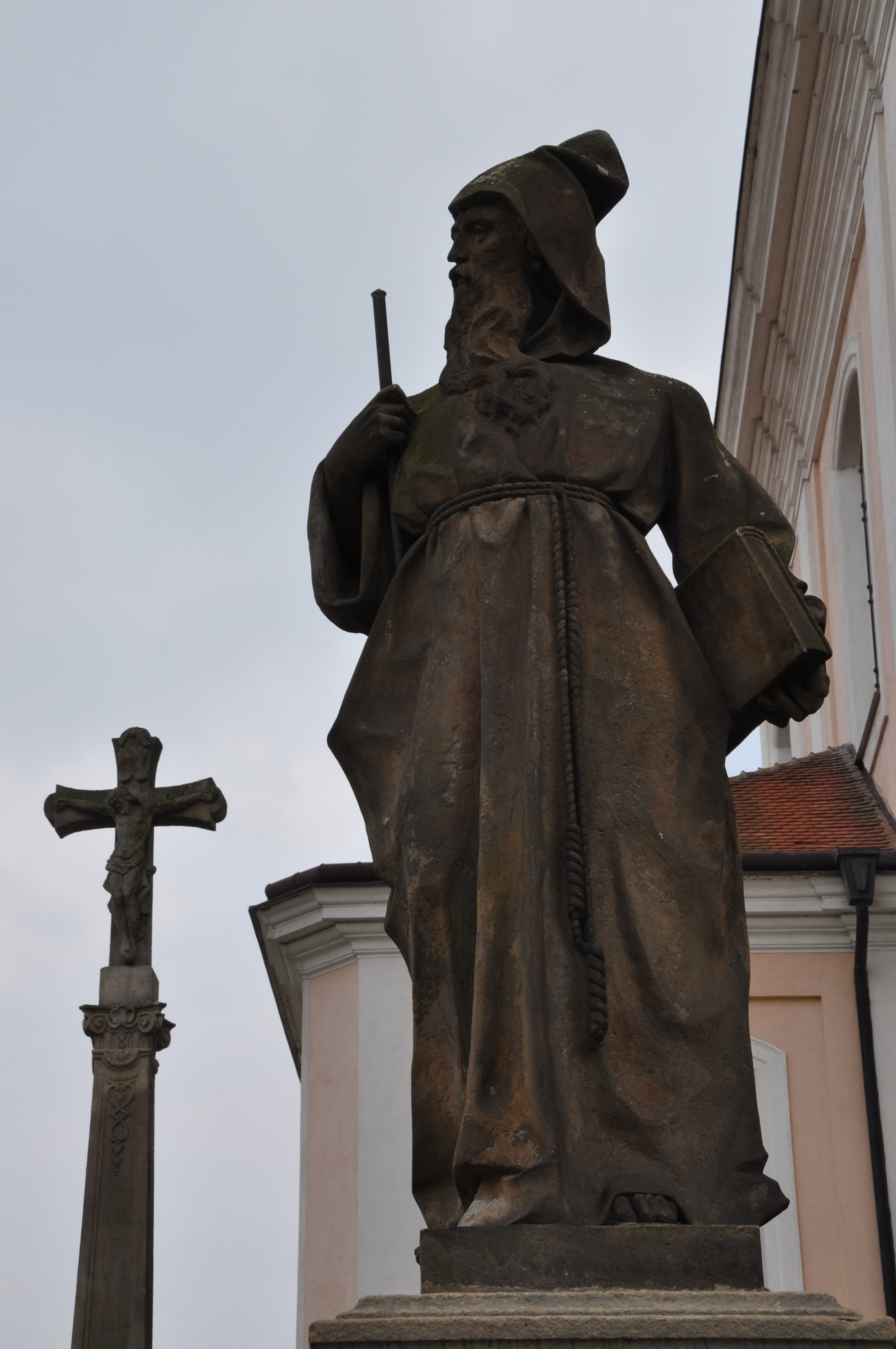
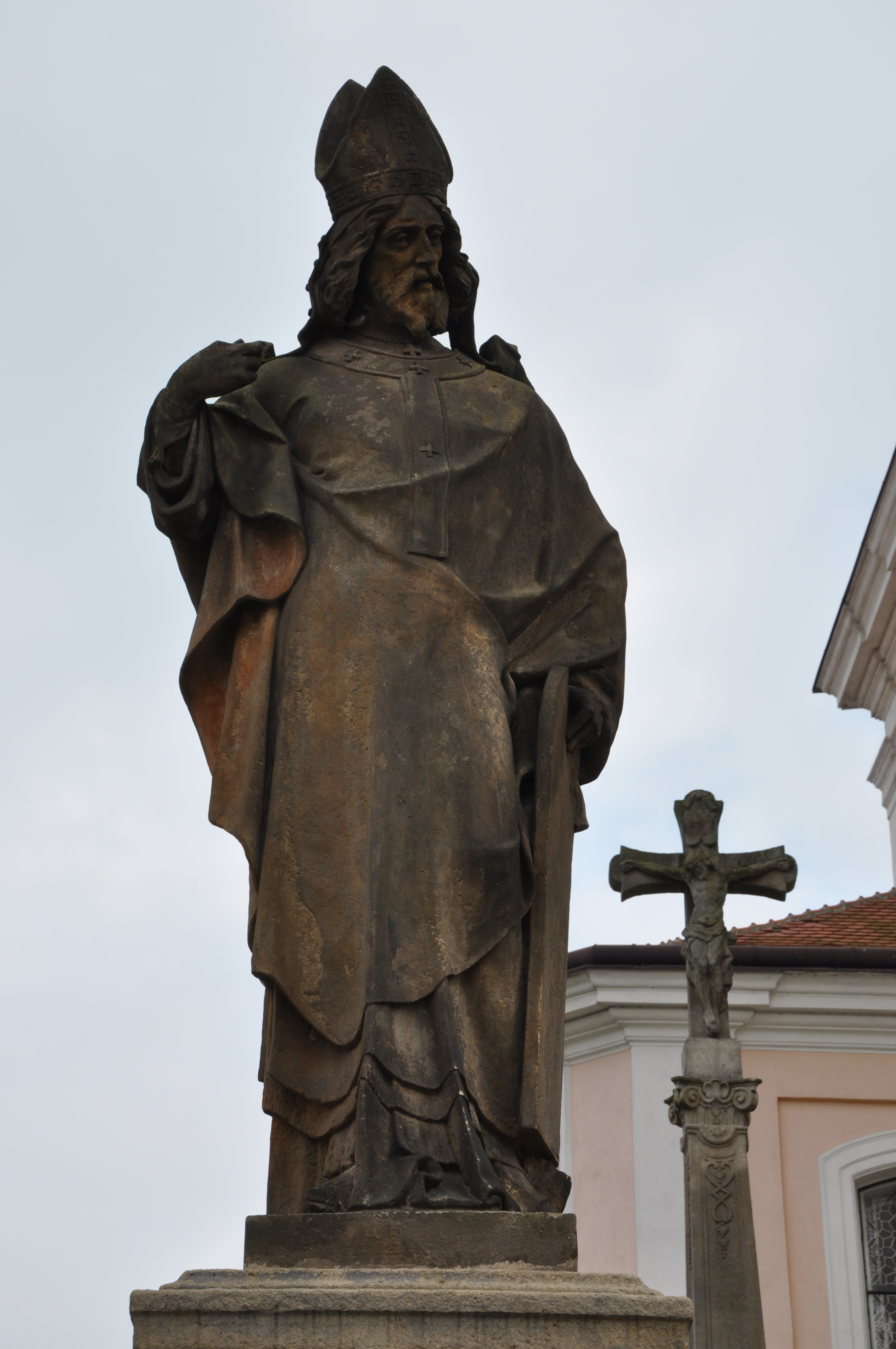
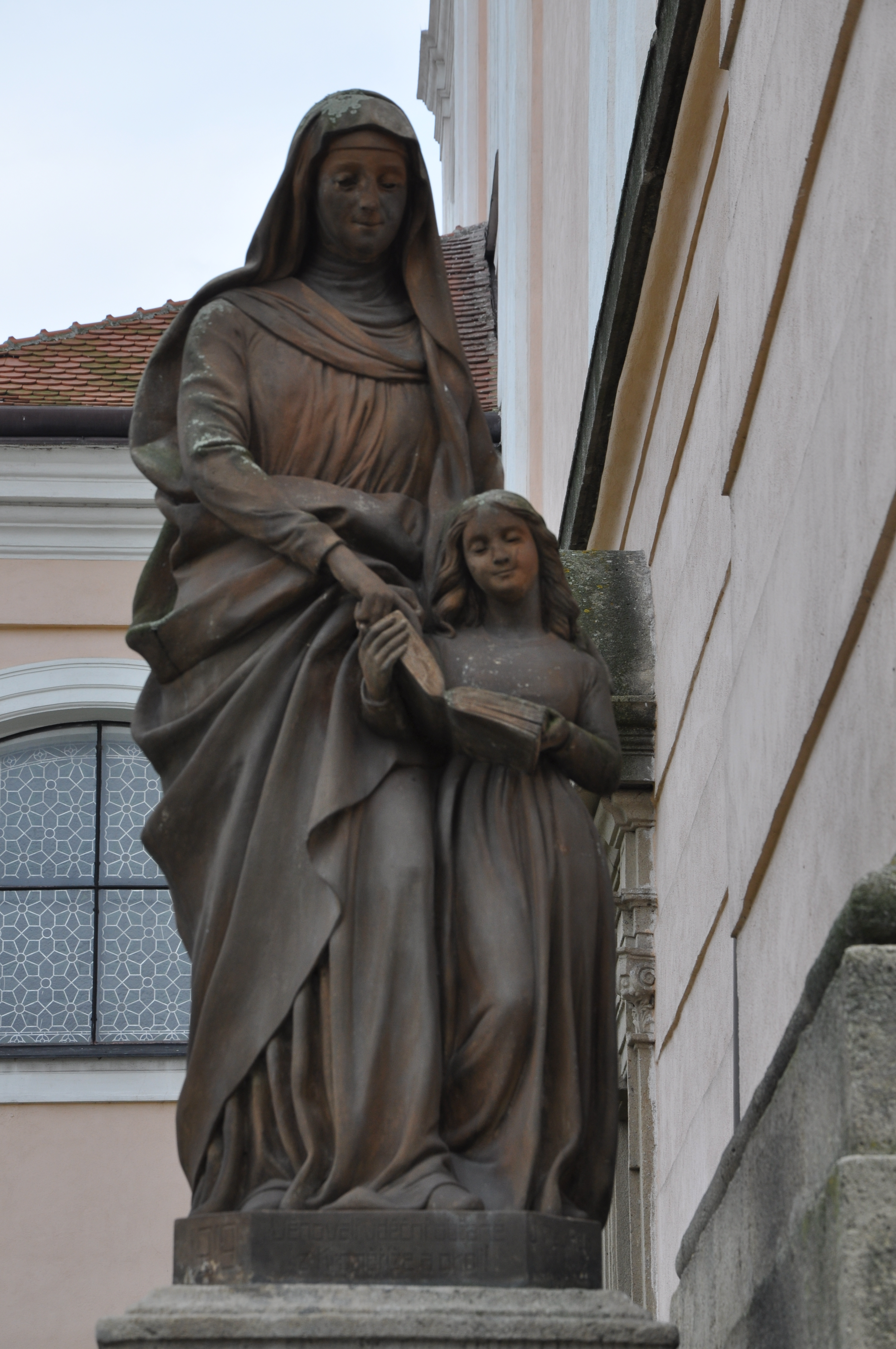

V dolní části kostelní věže je umístěna pamětní deska Josefu Mlčákovi zastřelenému v roce 1945 při vyvěšování praporu z okna věže.
Od roku 2010 se v kostele provádí postupné opravy.
V letech 2013 až 2015 došlo k rozsáhlému restaurování
oltáře čtrnácti svatých pomocníků v boční Lurdské kapli.
Jedná se o řezbářskou práci z borového a lipového dřeva z období let 1715 až 1720.
Autorství bylo přisuzováno Františku Ondřeji Hirnlovi, nyní se ale odborníci přiklánění
k Davidu Zürnovi.
Výška oltáře činí 8 m, šířka 4 m a hloubka 0,9 m. Uprostřed velkého stylizovaného stromu visí obraz Panny Marie s dítětem.
Podle pověsti kroměřížští občané objevili po vypálení kostela za třicetileté války v troskách kostela
neporušený (dnes už neexistující) oltář a na něm tento obraz.

## Aktuální kněží
- p. Mgr. Bohumil Kundl (od 1.7.2018) - místoděkan
- p. Mgr. Karel Hořák (od 1.7.2018) - kaplan